# Neil Poulton
Pour les articles homonymes, voir Poulton.
 (juillet 2025).
Neil Poulton est un designer, né en 1963 en Écosse et basé à Paris, en France, depuis 1991.
Neil Poulton est surtout reconnu pour ses créations dans les domaines de l’éclairage et de la haute technologie, créations comme le disque dur “Rugged” pour LaCie - un produit qui s’est vendu à plus de 6 millions d’exemplaires. Sa collaboration longue avec Artemide a produit de nombreux best-sellers.
Time magazine a listé Neil Poulton dans "the design 100– les gens et les idées derrière les plus influent design d’aujourd'hui ». Dépuis 2007 son travail figure dans la collection permanente du musée du Centre national d'art et de culture Georges-Pompidou de Paris.
Neil Poulton est spécialisé dans la conception et le développement d'objets à l'apparence faussement simple destinés à une production de masse. 
Il a remporté de nombreux prix de design internationaux.

## Biographie
Neil Poulton obtient un Bachelor of Science en design industriel à l’université de Napier à Édimbourg en 1985. En 1988, il obtient le Masters en Design de la  Domus Academy de Milan, en Italie, sous la direction le l’architecte italien Andrea Branzi et du designer industriel designer Alberto Meda. Il a également comme professeurs l'architecte italien Ettore Sottsass, le designer industriel allemand Richard Sapper, ou encore, Isao Hosoe et Anna Castelli Ferrieri.
Neil Poulton se distingue pour la première fois en 1989 avec la création des « Ageing Pens », les « stylos vieillissants ». Également connu sous le nom de « Penna Mutante » (stylo mutant),, ces stylos sont réalisés à partir d'un plastique « vivant » dont les couches colorées s’érodent au fur et à mesure de leur utilisation et modifient la forme de l’objet. Ses « ageing pens » sont alors exposés au Victoria and Albert Museum de Londres, au Centre national d'art et de culture Georges-Pompidou à Paris et à l’Axis Gallery de Tokyo.

## Prix
Neil Poulton obtient de nombreux prix internationaux dont sept prix IF International Forum Design, quatorze red dot design award dont deux Best of the Best en 1994 et 2007, trois prix Janus de l’Industrie , deux recommandations pour le prix italien Compasso d'Oro et sept Étoiles de l'Observeur du design.

## Expositions
En novembre 2013, à Zagreb, en Croatie, l'académie croate des Sciences et des Arts et l'Institut français présentent « design by neil poulton »,, la première grande exposition monographique du designer Neil Poulton.
Tenue à la galerie principale de 360 mètres carrés du rez-de-chaussée du musée Glyptothèque (Zagreb), l'exposition est sponsorisée par le ministère de la Culture croate, la ville de Zagreb et le Institut français.
En 2018 la lampe Scopas crée pour Artemide est inaugurée dans la première Galerie Écossaise Permanente du V&A Dundee, en Écosse,.

## Milieu universitaire
Poulton est orateur et professeur invité dans plusieurs écoles comme le Central Saint Martins College of Art and Design à Londres, la Domus Academy à Milan et la University of Western Australia à Perth. À l’occasion, il est membre du jury  de l’École nationale supérieure de création industrielle (ENSCI - les ateliers) à Paris.
En 2019, Poulton est intronisé au Alumni Hall of Fame de Napier University à Édimbourg.